# Edon Zhegrova
Edon Lulzim Zhegrova (Herford, 1999. március 31. –) német születésű koszovói válogatott labdarúgó, a Lille OSC játékosa.

## Pályafutása

### Klubcsapatokban
A KF Flamurtari és a FC Prishtina csapatainál nevelkedett mielőtt Belgiumba igazolt előbb a Standard Liège, majd a Sint-Truidense akadémiájára. 2017 márciusában csatlakozott a KRC Genk csapatához. Szeptember 10-én mutatkozott be a bajnokságban a Gent elleni 1–1-re végződő mérkőzésen a 80. percben. December 9-én a KAS Eupen ellen első gólját szerezte meg. 2019 február elején kölcsönben került a svájci FC Basel csapatához. 2019. február 23-án Valentin Stocker cseréjeként mutatkozott be a Neuchâtel Xamax elleni baknokin. Szeptember 22-én három évre írt alá a svájci klubhoz. Öt nappal később kezdőként lépett pályára a Servette csapata ellen. 2022. január 14-én négy évre írt alá a Lille OSC csapatához.

### A válogatottban
2018. március 24-én Madagaszkár ellen góllal mutatkozott be a felnőtt válogatottban. Május 29-én Albánia ellen lépett harmadik alkalommal pályára és második gólját ezen a mérkőzésen szerezte meg.

## Statisztika

### Klub
2020. december 16-i állapot szerint.
| Klub             | Szezon           | Bajnokság              | Bajnokság | Bajnokság | Kupa  | Kupa  | Nemzetközi | Nemzetközi | Egyéb | Egyéb | Összesen | Összesen |
| Klub             | Szezon           | Osztály                | Mérk.     | Gólok     | Mérk. | Gólok | Mérk.      | Gólok      | Mérk. | Gólok | Mérk.    | Gólok    |
| ---------------- | ---------------- | ---------------------- | --------- | --------- | ----- | ----- | ---------- | ---------- | ----- | ----- | -------- | -------- |
| Genk             | 2017–18          | Belga First Division A | 13        | 1         | 2     | 0     | —          | —          | —     | —     | 15       | 1        |
| Genk             | 2018–19          | Belga First Division A | 7         | 1         | 1     | 1     | 4          | 2          | —     | —     | 12       | 4        |
| Genk             | Összesen         | Összesen               | 20        | 2         | 3     | 1     | 4          | 2          | —     | —     | 27       | 5        |
| Basel            | 2018–19          | Swiss Super League     | 8         | 0         | 1     | 0     | 0          | 0          | —     | —     | 9        | 0        |
| Basel            | 2019–20          | Swiss Super League     | 14        | 2         | 1     | 0     | 3          | 0          | —     | —     | 18       | 2        |
| Basel            | 2020–21          | Swiss Super League     | 10        | 1         | 0     | 0     | 1          | 0          | —     | —     | 11       | 1        |
| Basel            | Összesen         | Összesen               | 32        | 3         | 2     | 0     | 4          | 0          | —     | —     | 38       | 3        |
| Karrier összesen | Karrier összesen | Karrier összesen       | 52        | 5         | 5     | 1     | 8          | 2          | 0     | 0     | 65       | 8        |

### Válogatott
2020. november 18-i állapot szerint.
| Válogatott | Szezon   | Mérkőzés | Gól |
| ---------- | -------- | -------- | --- |
| Koszovó    | 2018     | 8        | 2   |
| Koszovó    | 2019     | 9        | 0   |
| Koszovó    | 2020     | 5        | 0   |
| Összesen   | Összesen | 22       | 2   |

### Válogatott góljai
2018. november 20-i állapot szerint.
| #  | Dátum             | Helyszín                                                  | Ellenfél    | Gólok | Eredmény | Kiírás              |
| -- | ----------------- | --------------------------------------------------------- | ----------- | ----- | -------- | ------------------- |
| 1. | 2018. március 24. | Stade Municipal Jean Rolland, Franconville, Franciaország | Madagaszkár | 1–0   | 1–0      | Barátságos mérkőzés |
| 2. | 2018. május 29.   | Letzigrund, Zürich, Svájc                                 | Albánia     | 3–0   | 3–0      | Barátságos mérkőzés |